# Гогинаури
Гогинаури (груз. გოგინაური) — село в Грузии, на территории Шуахевского муниципалитета автономной республики Аджария.

## География
Село находится в юго-западной части Грузии, на левом берегу реки Чирухисцкали, на расстоянии 6 километров (по прямой) к юго-востоку от посёлка городского типа Шуахеви, административного центра муниципалитета. Абсолютная высота — 1208 метров над уровнем моря.

## Население
По результатам официальной переписи населения 2014 года, в Гогинаури проживал 251 человек (123 мужчины и 128 женщин). В национальной структуре населения грузины составляли 100 %.
| Год  | Население, человек |
| ---- | ------------------ |
| 2002 | 344                |
| 2014 | ↘ 251              |